# Chemik Kędzierzyn-Koźle (hokej na lodzie)
Chemik Kędzierzyn-Koźle – polski klub hokeja na lodzie z siedzibą w Kędzierzynie-Koźlu.

## Historia

### MZKS Chemik
Zespół działał jako sekcja klubu Chemik Kędzierzyn-Koźle. W latach 70. i 80 drużyna Chemika występowała w rozgrywkach II ligi oraz III ligi, a zespół juniorski w Centralnej Lidze Juniorów. Przed sezonem 1983/1984 istniały w klubie drużyna juniorów starszych, juniorów młodszych i spartakiadowa, natomiast nie istniała drużyna seniorów, którą planowano zgłosić do rozgrywek za rok. Jako obiekt klubu służyło lodowisko Azotor w dzielnicy Azoty.

### TMHL Chemik
Hokej na lodzie powrócił do Kędzierzyna-Koźla w 2002 roku kiedy to dwóch pasjonatów tej dyscypliny, Wojciech Czernik i Mateusz Kulik, uczniowie II Liceum Ogólnokształcące im. Mikołaja Kopernika reaktywowali drużynę seniorską. Powstał wówczasamatorski zespół Towarzystwa Miłośników Hokeja na Lodzie (TMHL) Chemik Kędzierzyn-Koźle.
Do czasu likwidacji w 2007 jako obiekt klubu służyło odkryte lodowisko Azotor w dzielnicy Azoty. Z powodu złego stanu technicznego i niespełniania warunków bezpieczeństwa reaktywowana drużyna nie mogła odbywać spotkań ligowych na tym obiekcie.

## Sezony
- 1974: II liga – 7. miejsce (Grupa Południowa)
- 1975: II liga – 7. miejsce (Grupa Południowa)
- 1976: II liga – 7. miejsce (Grupa Południowa)
- 1977: II liga – 7. miejsce (Grupa Południowa)
- 1978: II liga – 8. miejsce (Grupa Południowa)
- 1982: II liga – 5. miejsce (Grupa Południowa)